# Energy Rhein-Main
Energy Rhein-Main war ein privater Hörfunksender aus Frankfurt am Main, der auf sechs UKW-Frequenzen im Rhein-Main-Gebiet sendete. Der Sender gehörte zur französischen NRJ Group sowie zuletzt zur Radiogroup.
Am 31. August 2010 um 20:00 Uhr ging der Radiosender mit einer Musikschleife auf Sendung, der offizielle Sendestart erfolgte am Folgetag um 5:00 Uhr. Der Claim des Senders lautet „Hit Music and News“. Auf den Frequenzen von Energy Rhein-Main sendete zuvor Main FM.
Eine Besonderheit gegenüber anderen Energy-Stationen ist, dass Energy Rhein-Main, wie auch der Vorgänger MAIN FM, als Wirtschaftssender lizenziert war. Die Lizenzvorgabe, den Programmschwerpunkt auf Wirtschaft zu setzen, wurde durch die Sendungen „Rhein-Main Report“ (Wochentags 18–19 Uhr), NRJ Economy (stündl. Wirtschaftsnachrichten) und „Wirtschaft & Gesellschaft“ am Sonntagmorgen umgesetzt.
Seit Oktober 2011 war Energy Rhein-Main offizieller Radiopartner der Fraport Skyliners.
ENERGY Rhein-Main war seit der MA 2012 I (März 2012) nicht mehr in der Medienanalyse gelistet und konnte somit keine Einzeleinschaltquote nachweisen. Zuletzt ging man von 4.000 Hörern aus.
Am 13. Mai 2013 wurde Energy Rhein-Main eingestellt und durch Antenne Frankfurt 95.1 ersetzt.

## Empfang
Energy Rhein-Main konnte über folgende UKW-Frequenzen empfangen werden:
- Frankfurt/Wiesbaden (Rhein-Main-Gebiet) 95,1 MHz
- Darmstadt 100,8 MHz
- Wetzlar 105,0 MHz
- Gießen 105,2 MHz
- Hanau 97,3 MHz
- Bad Nauheim 90,7 MHz
- Delkenheim 88,0 MHz

## Ehemalige Moderatoren
Nina Kronewald (geb. Fröhler) - ENERGY Toastshow (bis April 2013)
Mark Neugebauer - ENERGY Toastshow (bis Dezember 2012)
Friso Richter - ENERGY Toastshow (bis November 2011)
Jessica Wahls - ENERGY @Work (bis November 2011)
Victoria Fox - ENERGY @Work (bis Mai 2013)
Katrin Streb - ENERGY @Work (bis September 2012)
Claudia Franzen - ENERGY Drivetime (bis Dezember 2012)
Julia Meyer - ENERGY Drivetime (bis Mai 2013)
Ronja Berg - ENERGY @Work (bis Mai 2013)
Nina Kronewald (geb. Fröhler) wechselte erst zu Radio Charivari, ist aber mittlerweile bei Planet Radio, während Mark Neugebauer zu Energy Nürnberg zurückkehrte, wohin auch Julia Meyer und Ronja Berg, die zunächst noch bei dem Nachfolgesender Antenne Frankfurt 95.1 am Vormittag moderierte, wechselten. Friso Richter arbeitet mittlerweile für den Hessischen Rundfunk, während No-Angels-Mitglied Jessica Wahls mittlerweile in der Musikredaktion von MDR Jump arbeitet.
Victoria Fox wechselte zum Nachfolgesender Antenne Frankfurt 95.1.